# جون روس (أستاذ جامعي)
جون روس (بالإنجليزية: John Ross) هو كيميائي أمريكي، ولد في 2 أكتوبر 1926 في فيينا في النمسا، وتوفي في 18 فبراير 2017 في بالو ألتو في الولايات المتحدة.